# Ademilson
Ademilson Braga Bispo Junior (Cubatão, 9 januari 1994) is een Braziliaans voetballer die bij voorkeur als aanvaller speelt. Hij stroomde in 2012 door vanuit de jeugd van São Paulo.

## Clubcarrière
Ademilson maakte zijn profdebuut voor São Paulo op 2 februari 2012 tegen Guarani in een wedstrijd voor het Campeonato Paulista, het regionaal staatskampioenschap van São Paulo. Op 22 juli 2012 scoorde hij een doelpunt bij zijn officieel debuut in de Campeonato Brasileiro Série A tegen Figueirense. Op 1 augustus 2012 scoorde hij zijn eerste internationale doelpunt in de Copa Sudamericana 2012 tegen EC Bahia.

## Statistieken
| Seizoen | Club                  | Land     | Competitie | Wed. | Doelp. |
| ------- | --------------------- | -------- | ---------- | ---- | ------ |
| 2012    | São Paulo             | Brazilië | Série A    | 23   | 3      |
| 2013    | São Paulo             | Brazilië | Série A    | 21   | 2      |
| 2014    | São Paulo             | Brazilië | Série A    | 15   | 1      |
| 2015    | → Yokohama F. Marinos | Japan    | J1 League  | 33   | 8      |
| 2016    | → Gamba Osaka         | Japan    | J1 League  | 29   | 9      |
| 2017    | Gamba Osaka           | Japan    | J1 League  | 22   | 4      |
| 2018    | Gamba Osaka           | Japan    | J1 League  | 14   | 4      |
| Totaal  | Totaal                | Totaal   | Totaal     | 157  | 31     |

## Interlandcarrière
Ademilson scoorde vijf doelpunten in zeven wedstrijden voor Brazilië -17 op het WK -17 in 2011. Hij scoorde tweemaal tegen Denemarken en eenmaal tegen Ivoorkust, Ecuador en Japan. In 2012 debuteerde hij in Brazilië -20.